# 亚细亚大学短期大学部
亚细亚大学短期大学部（日语：／ ajia saigaku tanki daigakubu *）是一所已廢校的日本私立短期大学，校本部位于东京都武藏野市。

## 概要

### 简介
- 学校最早可以追溯到1941年。短期大学为于1950年开办[1]、由学校法人亚细亚学园经营、学校法人五岛育英会关联学校之一校。

### 历史
- 1950年 日本经济短期大学成立并同时设置两个学科即经营科（第一部、第二部）和贸易科（第一部、第二部）[1]。
- 1954年 贸易科（第一部、第二部）招生最后、次年停止招生[1]。
- 1957年 今年3月31日贸易科（第一部、第二部）各自正式停办[1]。
- 1970年 今年3月31日经营科第二部各自正式停办[1]。
- 1986年 经营科分离为两个专攻即经营管理专攻和经营信息处理专攻、各自专攻招生到于2003年[1]。
- 1993年 改校名为亚细亚大学短期大学部[1]。
- 2013年 现代城市商务学科[注 1]成立[1]。
- 2017年 廢止。

### 宪章
- 请参看亚细亚大学短期大学部的标志 （日語） 2014年1月23日阅览。

## 学校环境
- 校区：在东京都武藏野市

## 历任校长
- 池岛政广：现在短期大学校长[2]。

## 组织

### 学科
- 经营学科
- 现代城市商务学科[注 1]

### 前学科
- 经营科[注 2]
  - 第一部[注 2]
    - 经营管理专攻[注 3]
    - 经营信息处理专攻[注 3]

  - 第二部[注 4]
- 贸易科[注 5]
  - 第一部[注 5]
  - 第二部[注 5]

### 专科
| - 没有 |

### 业余课程
| - 没有 |

## 知名校友
- 藤井みほな：漫画家
- 坂下千里子：女演员

## 相关链接
- 日本短期大学列表
- 东京都市大学
- 武藏工业大学短期大学部
- 亚细亚大学
- 东横学园女子短期大学